# Sajuanco
Sajuanco är en ort i Mexiko.   Den ligger i kommunen Matlapa och delstaten San Luis Potosí, i den sydöstra delen av landet, 210 km norr om huvudstaden Mexico City. Sajuanco ligger 240 meter över havet och antalet invånare är 190.
Terrängen runt Sajuanco är huvudsakligen kuperad, men åt sydväst är den bergig. Runt Sajuanco är det ganska tätbefolkat, med 67 invånare per kvadratkilometer. Närmaste större samhälle är Tamazunchale, 8,3 km söder om Sajuanco. I omgivningarna runt Sajuanco växer huvudsakligen savannskog.